# Шульское
Шульское (укр. Шульське) — село, 
Раздольский сельский совет,
Первомайский район,
Харьковская область.
Код КОАТУУ — 6324586504. Население по переписи 2001 года составляет 584 (270/314 м/ж) человека.

## Географическое положение
Село Шульское находится на одном из истоков реки Попельна.
На расстоянии в 1,5 км расположен пгт Краснопавловка (Лозовский район).
Рядом проходят автомобильная дорога Т-2107 и
железная дорога, станция Краснопавловка в 3-х км.

## История
- 1939 — дата основания.

## Экономика
- «Краснопавловский», фермерское хозяйство.

## Объекты социальной сферы
- Детский сад.
- Средняя школа 1-2 ступени.
- Библиотека.
- Фельдшерско-акушерский пункт.
- Почта.
- Клуб.

## Достопримечательности
- Братская могила советских воинов. Похоронено 5 воинов.